# Iouri Guidzenko
Iouri Pavlovitch Guidzenko (en russe : Юрий Павлович Гидзенко) est un  cosmonaute russe, né le 26 mars 1962.

## Vols réalisés
- Soyouz TM-22, lancé le 3 septembre 1995 : il séjourne alors plus de 180 jours à bord de la station Mir, en tant que membre de l'expédition Mir EO-20. Il revient sur Terre le 29 février 1996.
- Il est commandant du Soyouz l'emmenant comme membre de l'Expédition 1, prenant pied sur l'ISS le 2 novembre 2000 par le vol Soyouz TM-31, et redescendant sur Terre le 21 mars 2001 à bord de la navette Discovery, vol STS-102.
- Il est membre de Soyouz TM-34, lancé le 25 avril 2002. Il revient sur Terre le 5 mai 2002 à bord de Soyouz TM-33.